# Джоел Томас (плавець)
Джоел Томас (англ. Joel Thomas, 13 грудня 1966) — американський плавець.
Олімпійський чемпіон 1992 року.
Переможець Панамериканських ігор 1991 року.
Переможець літньої Універсіади 1987 року.